# Offagna
Offagna település Olaszországban, Marche régióban, Ancona megyében. Lakosainak száma 2047 fő (2023. január 1.). Offagna Ancona, Polverigi és Osimo községekkel határos.

## Népesség
A település lakossága az elmúlt években az alábbi módon változott:
| Lakosok száma | 1984 | 1992 | 2047 |
|               | 2017 | 2018 | 2023 |